# ESPN America
ESPN America, bis 1. Februar 2009 NASN für North American Sports Network, war ein Pay-TV Fernsehsender, der sich den in Nordamerika üblichen Sportarten widmete. Der Sender wurde im Dezember 2002 gegründet, die Zentrale befand sich in London. Der Sender existierte in mehreren Versionen für Europa, Nordafrika und den mittleren Osten. Gesendet wurde jeweils in englischer Sprache live oder zeitversetzt.

## Programm
Das Programm von ESPN America bestand aus: American Football (NFL und NCAA Football), Eishockey (NHL und Frozen Four), Basketball (NCAA), Baseball (MLB und College World Series), Lacrosse (NCAA und MLL) und Arena Football (AFL), ferner Sportnachrichten, Highlights, Analysen und Klassiker. Damit deckte ESPN America fast alle wichtigen nordamerikanischen Sportarten ab. In Sachen Motorsport lagen nur die NASCAR- und IndyCar-Rechte nicht bei ESPN America, dafür jedoch die für die NHRA.
Aufmerksamkeit erregte ESPN America, damals noch unter dem Namen NASN Europe, als im September 2005 überraschend bekannt gegeben wurde, dass der Sender in Deutschland für vier Jahre die Übertragungsrechte an der NFL erworben hatte (die kontinentaleuropäische Version von NASN konnte damals nur in Deutschland empfangen werden). Bis dahin waren einige Spiele der NFL über Premiere ausgestrahlt worden. In der Saison 2005/2006 zeigte NASN jede Woche sechs Spiele der NFL, davon vier live (zwei reguläre Sonntagsspiele, das Sunday Night Game und Monday Night Football). Der Sender übertrug 2006 und 2007 ebenfalls Spiele aus der mittlerweile eingestellten NFL Europa. Des Weiteren gab es eine Kooperation mit dem American Football Verband Deutschland. Die German Bowls 2005 und 2006 wurden als Aufzeichnung europaweit von NASN ausgestrahlt. 
Für die Saison 2007 erneuerte NASN auch die Rechte an der Major League Baseball, der Sender zahlte für einen 5-Jahres-Vertrag rund 20 Millionen Euro. Profi-Baseball aus den USA ist mittlerweile einer der Schwerpunkte des Senders.

## Empfang
ESPN America war bis zum 1. August 2013 im Kabelfernsehen im Rahmen der Digital-TV Programmbouquets von Kabel Deutschland, Unitymedia Kabel BW, Kabelkiosk, Cablecom und Liwest zu empfangen. Seit dem Sommer 2006 war ESPN America ebenfalls über Satellit im Rahmen des Bouquets von arenaSAT sowie über das IPTV-Angebot Entertain der Deutschen Telekom empfangbar. Von September 2007 bis August 2013 konnte man ESPN America auch über andere Empfangsmöglichkeiten sehen.
Aufgrund unterschiedlicher Rechtslagen unterschieden sich die Programme von ESPN America in Kontinentaleuropa und ESPN America in Großbritannien teilweise. So verfügten in Italien und Großbritannien z. B. ITV und BSkyB über die NFL-Rechte, so dass ESPN America GB keine NFL-Spiele übertragen konnte. Auf der anderen Seite verfügte die kontinentaleuropäische Version nicht über die Rechte an der NBA.

## Verkauf an ESPN
Im Dezember 2006 gab NASN bekannt, dass sich die bisherigen Eigentümer Setanta Sport Holdings Ltd und Benchmark Capital Europe mit dem zum Disney-Konzern gehörenden US-amerikanische Sportsender ESPN auf einen Verkauf der Firmenanteile geeinigt hätten. Der weltweit agierende Sender ESPN, der in Europa bislang nur mit dem Sender ESPN Classic vertreten war, zahlte für NASN geschätzte 90 Millionen Euro.

## Verkauf von ESPN UK
Im Februar 2013 wurde bekannt, dass die BT Group den europäischen Ableger von ESPN zum Juli 2013 komplett übernehmen wird. BT hatte zuvor u. a. die Übertragungsrechte für die English Premier League ab der Saison 2013/14 erworben und sah in dem Kauf eine Erweiterung des Sportportfolios. Mit dem Kauf der Sendergruppe wurden auch attraktive Verträge zur Übertragung amerikanischer Sportligen wie der NHL oder der NBA mit übernommen. Im Sommer 2013 wurde der Sendebetrieb von ESPN America eingestellt. Im deutschsprachigen Raum startete daraufhin der Sender Sport1 US, der viele Rechte für nordamerikanischen Sport, die bis dahin bei ESPN America lagen, übernahm.